# Аеродром Лонг Тан
Аеродром Лонг Тан (: , : ; виј. Sân bay quốc tế Long Thành, Cảng hàng không quốc tế Long Thành, енгл. Long Thanh International Airport) је планирани аеродром у Вијетнаму, 40 km североисточно од Хо Ши Мина.
Изградња прве фазе почиње 2015. и завршиће се у 2020, са терминала и две полетно-слетне стазе. Аеродром ће бити у стању да служи 25 милиона путника годишње у 2020. изградња друге фазе ће почети у 2020, то ће хве три полетно-слетне стазе и моћи ће да служи 50 милиона путника годишње. Последња фаза ће бити изграђен од 2030. Максимални капацитет аеродрома биће 100 милиона путника годишње, 5 милиона тона терета.
Аеродром ће бити изграђен на 5000 хектара. Трошкови за прву фазу је 6,7 милијарди долара, укупан трошак износи 10 милијарди долара.